# 小林史子
小林 史子（こばやし ふみこ、3月3日 - ）は、日本のフリーアナウンサー。ライムライトに所属していた。

## 来歴
神奈川県相模原市出身。中央大学文学部卒業。大学在学時には東京アナウンスセミナーに通っていた。
大学を卒業後、2007年4月に石川テレビに入社。制作部に配属され、エフエム岩手から移籍してきた渡辺亜里とともに同局のアナウンサーになる。
2009年3月に石川テレビを退社。同年4月にテレビ山梨へ移籍し、報道制作局アナウンス部に配属される。
2014年9月にテレビ山梨を退社し、フリーアナウンサーとしての活動を開始する。

## 担当番組
脚注の無いデータは、ライムライト所属当時のプロフィールからの参考。

### テレビ番組
- Cafe du Cinema（石川テレビ） - MC
- 千客万来!ほのぼのサンデー（石川テレビ） - リポーター
- ウィークリーいしかわ（石川テレビ） - リポーター、ナレーター
- FNS27時間テレビ（フジテレビ系列） - 石川県中継担当
- 石川さん情報Live リフレッシュ（石川テレビ） - アシスタント、中継担当
- UTYニュースの星（テレビ山梨） - キャスター
- UTYはなきんマーケット（テレビ山梨） - MC
- やまなしのおかず（テレビ山梨） - リポーター、ナレーター
- スポサプ（テレビ山梨） - ナレーター
- スーパーJチャンネル（テレビ朝日） - リポーター
- ビッグスギのSTEP UPゴルフ（テレビ埼玉） - アシスタント
- テレビ広報ちょうふ（J:COM） - リポーター

### ラジオ番組
- ラジオニュース・交通情報・天気（FM FUJI） - テレビ山梨在籍時に担当[1]。